# ویک برادن
 ویک برادن (انگلیسی: Vic Braden؛ زاده ۲ اوت ۱۹۲۹) یک تنیس‌باز اهل ایالات متحده آمریکا است.